# ناتالی گلبووا
ناتالی گلبووا (روسی: Наталья Владимировна Глебова؛ زادهٔ ۱۱ نوامبر ۱۹۸۱) یک مانکن و ملکه زیبایی روسی-کانادایی است. او برنده دوشیزه جهان ۲۰۰۵ به نمایندگی از کانادا شده است.